# Agente di cambio
L'agente di cambio è un intermediario finanziario che ricerca e acquista, per conto del cliente, nel mercato di riferimento, il prodotto che offre il miglior rapporto qualità-prezzo.
In inglese il termine è reso con stock broker, spesso accorciato in broker, da broking, cioè "intermediazione".

## Differenza rispetto aldealer
Tra queste due figure professionali dell'albo unico degli intermediari finanziari esistono due differenze molto importanti:
1. Prima tra tutte sicuramente è il concetto di rischio: nel caso dell'agente di cambio ricade in capo al cliente che gli commissiona un determinato ordine, mentre nel caso del dealer la responsabilità ricade pienamente in capo all'intermediario stesso. Infatti con riguardo al dealer quand'anche questi prenda a titolo di prestito risorse finanziarie da una banca o da privati, risiede proprio nella natura del contratto di prestito la motivazione della responsabilità dell'intermediario: il prestatore non ha infatti la facoltà di disporre su come il dealer deve usare le risorse prestate, ma può soltanto esigere la restituzione del capitale al termine e gli interessi relativi ad esso connessi.
2. Il ruolo dell'agente di cambio è poi anche per sua natura differente da quello del dealer sempre intermediario finanziario: lo stockbroker si configura per lo più come un operatore in cui si limitano a confluire domanda ed offerta di strumenti finanziari, ma è di per sé un attore passivo nell'ambito delle contrattazioni in quanto non può eseguire proposte sue sul mercato ma si limita ad eseguire quelle dei clienti. Il dealer invece è visto più come uno "speculatore" in quanto sulla base delle informazioni in suo possesso sfrutta opportunità offertegli dal mercato acquistando titoli quando sono sottovalutati e rivendendoli quando sono a rialzo.

L'ordinamento italiano prevede l'iscrizione allo specifico albo unico professionale e la necessità di specifica autorizzazione per lo svolgimento dell'attività. Accade spesso comunque che un agente di cambio integri anche la figura del dealer.

## Storia
Fino al Settecento tutti i banchieri e cambiavalute (all'epoca appartenenti ad un'unica corporazione) erano autorizzati a negoziare i titoli in borsa. All'inizio dell'Ottocento l'intermediazione finanziaria divenne un'attività riservata ad una categoria distinta dai banchieri e cambiavalute, che, almeno in alcune lingue, mantenne tuttavia ricordo della comune origine nel nome di Agenti di Cambio (il nome è di origine francese).

### In Francia
Gli Agents de Change furono infatti creati nel 1802 da Napoleone come mediatori alla Borsa di Parigi.
Avevano il rango di officiers ministériels (pubblici ufficiali), come i notai e gli huissiers de justice (ufficiali giudiziari). Erano a numero chiuso, avevano il monopolio delle transazioni di borsa ed erano anche esattori dell'imposta sugli scambi di titoli.
Furono soppressi nel 1989, quando furono introdotte le sociétés de bourse, che li sostituirono nelle stesse funzioni.

### In Italia
Anche in Italia la categoria degli agenti di cambio fu introdotta da Napoleone I e precisamente nel 1808 con la fondazione della Borsa di Milano, capitale del Regno d'Italia napoleonico. Gli agenti di cambio erano una categoria particolare di mediatori iscritti ad un albo presso la Camera di Commercio.
Come mediatori, se da un lato avevano l'esclusiva dell'intermediazione in titoli (rappresentata fisicamente dal diritto di accesso alla corbeille), dall'altro avevano il divieto di esercitare l'attività di mediatori in altri campi e soprattutto di esercitare l'attività bancaria o di cambiavalute, nonché di essere procuratori di banche o società per azioni.
In Italia la norma che organizzò in modo uniforme tutte le borse del Regno e quindi anche il ruolo degli Agenti di Cambio fu la legge 272 del 1913.
Con il successivo Regio Decreto Legge 222 del 1925 gli Agenti di Cambio ottennero la qualità di pubblici ufficiali, in quanto redigevano ed autenticavano i fissati bollati, ovvero gli atti pubblici di trasferimento delle azioni ed obbligazioni. Venne ribadito il divieto di esercitare in proprio (ovvero quali soci illimitatamente responsabili, amministratori, procuratori od impiegati) l'attività commerciale, industriale o creditizia.
Con la legge 402 del 1967 furono istituiti gli Ordini degli Agenti di Cambio, sicché questi ultimi ottennero anche la qualità di professionisti. L'accesso alla professione era a numero chiuso, esistevano 130 agenti di cambio, suddivisi nelle dieci borse italiane. Accanto ad essi vi erano i Procuratori di Borsa, che esercitavano la stessa attività, ma sotto la sorveglianza e la garanzia di un Agente di Cambio. I procuratori erano iscritti in un diverso albo, anch'esso tenuto in passato dall'Ordine degli Agenti di Cambio e Procuratori di Borsa, oggi albo unico degli intermediari finanziari. Anche dopo la qualificazione degli Agenti di Cambio come "professionisti" oltre che "pubblici ufficiali" la giurisprudenza confermò l'assoggettabilità degli stessi al fallimento, già prevista dalla legge fallimentare, benché la stessa legge escluda tuttora dal fallimento i professionisti
La legge 1 del 1991, che attribuì l'intermediazione mobiliare alle neonate società di intermediazione mobiliare, decretò la fine (sia pure differita) di questa antica categoria professionale. Stabilì, infatti, che non fossero più banditi nuovi concorsi per agenti di cambio, ma che gli agenti in attività avrebbero potuto continuare a esercitare la professione fino al pensionamento. Furono creati due ruoli: quello "unico" degli agenti in proprio, e quello "speciale" degli agenti che esercitano per conto di una s.i.m., di una s.g.r. o di una banca.